# Konventionen om avgiftskrävande arbetsförmedlingsbyråer
Konventionen om avgiftskrävande arbetsförmedlingsbyråer (ILO:s konvention nr 34 angående avgiftskrävande arbetsförmedlingsbyråer, Convention concerning Fee-Charging Employment Agencies) är en konvention som antogs av Internationella arbetsorganisationen (ILO) den 29 juni 1933 i Genève. Konventionen reglerar hur arbetsförmedlingar får ta betalt för sina tjänster. Konventionen består av 14 artiklar.

## Ratificering
Konventionen har ratificerats av 11 stater, varav 10 har sagt upp den i efterhand.